# Germaringen
Germaringen es un municipio en el distrito de Algovia Oriental en Baviera en Alemania.